# 여주 신륵사 다층석탑
여주 신륵사 다층석탑(驪州 神勒寺 多層石塔)은 경기도 여주시 신륵사에 있는 다층석탑이다. 1963년 1월 21일 대한민국의 보물 제225호로 지정되었다.

## 개요
신륵사 극락보전 앞에 있는 탑으로, 기단(基壇)을 2단으로 마련한 후, 그 위로 여러 층의 탑신(塔身)을 세운 모습이다. 통일신라와 고려시대의 일반적인 석탑양식을 따르고 있으나 각 부분의 세부적인 조형방법은 전혀 달라서, 기단에서부터 탑신부까지 전부 한 장씩의 돌로 이루어져 있다.
바닥돌 윗면에는 연꽃을 돌려 새겼다. 아래층 기단의 네 모서리에 새겨진 기둥조각은 형식적이나, 특이하게도 물결무늬를 돋을새김해 두어 눈길을 끈다. 아래층 기단의 맨윗돌을 두껍게 얹어놓아 탑의 안정감을 높이고 있으며, 위층 기단의 모서리에 꽃 모양을 새긴 기둥을 두고 각 면마다 용무늬를 깊이 판 모습은 능숙한 석공의 솜씨를 드러낸다. 탑신부의 각 지붕돌은 밑면의 받침이 얇은 한 단이며, 네 귀퉁이에서 가볍게 치켜올려져 있다. 8층 몸돌 위에 지붕돌 하나와 몸돌 일부분이 남아있는 것으로 보아 층수가 더 많았을 것으로 보이지만 8층 탑신의 아래까지만 옛모습 그대로 남아있다.
각 부분 아래에 괴임을 둔 점으로 보아 고려시대 석탑 양식을 일부분 남기고 있으나, 세부적인 조각양식 등에서 고려 양식을 벗어나려는 여러 가지 표현이 돋보인다. 하얀 대리석이 주는 질감은 탑을 한층 우아하게 보이게끔 하고 있으며, 전체적으로 서울 원각사지 십층석탑(국보 제2호)과 돌의 재질, 조각양식이 비슷하다. 신륵사는 조선 성종 3년(1472)에 대규모로 새 단장을 하였는데, 이 탑도 이 때에 함께 세워진 것으로 보인다.

## 참고 자료
- 여주 신륵사 다층석탑 - 국가유산청 국가유산포털